# Nhà Ikhshid
Nhà Ikhshid (آلإخشي) ở Ai Cập và Syria (cũng được phiên âm viết thành Ekhchid, hoặc nhiều cách khác) trị vì từ năm 935 đến năm 969. Với triều đại này, Ai Cập và Syria trở thành một nước tự chủ, thoát khỏi quyền kiểm soát của chính quyền trung ương ở Bagdad. Ai Cập và Syria cũng bước vào một thời kỳ tự chủ kéo dài đến năm 1517, lúc bị sáp nhập vào đế quốc Ottoman, với những triều đại hùng mạnh là nhà Fatima (969 - 1171), nhà Ayyub (1171 - 1250) và nhà Mamluk (1250 - 1517).

## Danh sách các vua
Nhà Ikhshid là một triều đại ngắn, và chỉ có 5 vị quốc vương là: 
1) Abû Bakr Muhammad bin Tughj al-Ikhshid (935-946)
2) Abu al-Qasim Unujur bin al-Ikhshid (946-961)
3) Abu al-Hasan Ali bin al-Ikhshid (961-966)
5) Abu al-Fawaris Ahmad bin Ali bin al-Ikhshid (968-969)
Vị vua thứ tư là Abu al-Misk Kafur (966-968), không thuộc gia tộc các vua kể trên. Ông là quan thái phó dạy học cho hai vua Abu al-Qasim và Abu al-Hasan.

## Lược sử
Năm 930, nhà Abbas bổ nhiệm ông Muhammad bin Tughj, thuộc dòng dõi các tiểu vương xứ Đại Uyển (Ferghana) ở Trung Á (có lẽ là người Thổ Nhĩ Kỳ) làm tổng đốc Syria. Trước sự đe dọa của một triều đại mới nổi lên ở Bắc Phi là nhà Fatima, năm 935 khalip nhà Abbas ở Bagdad lại thêm quyền cho ông làm tổng đốc Ai Cập.
Năm 937, nhà Abbas gia phong cho ông Muhammad bin Tughj tước "Ikhshid" tức là tước vương theo tiếng Ba Tư. Từ đó ông được gọi là Muhammad bin Tughj Al-Ikhshid (محمد بن طغج الإخشيد theo tiếng Ả Rập). Dần dần, ông lại được gia phong chức tổng đốc hai thành phố Mecca, Medina và cả miền Hijaz ở tây bộ bán đảo Ả Rập. Thời gian này, nhà Abbas bị loạn lạc, bị cường thần ức hiếp nên ông có thực quyền cai trị các vùng đất này, và truyền ngôi cho con thay vì giao chức cho người kế nhiệm.
Năm 944, khalip Al-Muttaqi của nhà Abbas chạy giặc, ông mời về ở Ai Cập, ý muốn mượn danh nghĩa khalip để thôn tính các chư hầu. Al-Muttaqi từ chối không sang, sau đó bị kẻ khác giết.
Trước đó, năm 923, ông Muhammad bin Tughj mua một người nô lệ thái giám da đen từ Nubia tên là Abu al-Misk Kafur. Thấy người này có tài, ông mới trả tự do, cho làm tướng và mời làm thái phó dạy hai con trai của ông. Sau khi ông qua đời năm 946, hai con ông chỉ làm vua lấy vì. Thực quyền nằm trong tay Abu al-Misk Kafur, người đoạt luôn ngôi của nhà Ikhshid trong khoảng 966 - 968.
Abu al-Misk Kafur được một số sử gia cho là một nhà cầm quyền công bình và ôn hoà. Tuy nhiên, sự xa xỉ trong triều đình ông đã trở thành huyền thoại, so với mực sống của người dân Ai Cập lúc bấy giờ. Thời ông cai trị, Ai Cập nhiều lần bị bệnh dịch, đói kém và động đất lớn.
Sau khi Kafur chết (968), Abu al-Fawaris lên ngôi, mới 11 tuổi. Nhà Fatima sang đánh, diệt nhà Ikhshid năm 969, và dời đô sang Ai Cập.